# Parathroscinus oculatus
Parathroscinus oculatus is een keversoort uit de familie dwergpilkevers (Limnichidae). De wetenschappelijke naam van de soort werd in 1858 gepubliceerd door Victor Ivanovitsch Motschulsky.